# Никифоров, Валентин Михайлович
Валентин Михайлович Никифоров (14 августа 1934, село Бахти, теперь Бежаницкий район Псковской области — Санкт-Петербург, 2021 г. ) — советский партийный деятель, 2-й секретарь Ленинградского городского комитета КПСС, заместитель министра иностранных дел СССР по кадрам. Кандидат в члены ЦК КПСС в 1986—1990 годах. Член ЦК КП РСФСР в 1990 году.

## Биография
В 1954 году окончил Ленинградский судостроительный техникум.
В 1954—1955 годах — техник-конструктор завода города Ленинграда.
В 1955—1958 годах — служба в Советской армии.
Член КПСС с 1958 года.
В 1958—1967 годах — техник-конструктор, инженер-конструктор с электрооборудования судов на предприятиях судостроительной промышленности в Ленинграде.
В 1963 году окончил Ленинградский электротехнический институт имени Ульянова (Ленина).
В 1967—1969 годах — секретарь партийного комитета Центрального научно-исследовательского института в Ленинграде.
В 1969—1977 годах — секретарь, 2-й секретарь, 1-й секретарь Выборгского районного комитета КПСС города Ленинграда.
В 1973 году окончил заочную Высшую партийную школу при ЦК КПСС.
В 1977 году — заведующий отделом, в 1977—1978 годах — секретарь Ленинградского городского комитета КПСС.
В 1978—1979 годах — 2-й секретарь Ленинградского городского комитета КПСС.
В 1979—1985 годах — заместитель заведующего отделом организационно-партийной работы ЦК КПСС.
В ноябре 1985 — 21 сентября 1991 года — заместитель министра иностранных дел СССР по кадрам.

## Награды и звания
- орден Октябрьской Революции
- два ордена Трудового Красного Знамени
- орден «Знак Почета»
- медали